# Cranio Creations
La Cranio Creations srl è un'azienda italiana fondata da Lorenzo Tucci Sorrentino e Lorenzo Silva a Milano nel 2009, editrice e distributrice di giochi da tavolo.

## Storia
Il primo titolo pubblicato è stato Horse Fever (2009), a cui fanno seguito, tra gli altri, Dungeon Fighter (2011), Soqquadro (2014), Insoliti Sospetti nel 2015, Lorenzo il Magnifico nel 2016, Newton (2018), Barrage e Mystery House (2019).
Nel 2017 esce Una storia di Pirati, prima pubblicazione a sfruttare un'applicazione nella dinamica di gioco e che promuove la nascita di Cranio Digital, la divisione digitale della casa editrice nata l'anno successivo.
Nel 2018 Cranio Creations firma due importanti collaborazioni: con Fuori salone, per la realizzazione del gioco ispirato all'evento Fuorisalone e con Sergio Bonelli Editore per Tex: Fino all'ultima pallottola, realizzato con le illustrazioni originali di Fabio Civitelli. 
Cranio Creations distribuisce i suoi prodotti in tutto il mondo, dal Brasile agli Stati Uniti, dalla Corea alla Germania ed è inoltre uno dei più importanti localizzatori di giochi da tavolo in lingua italiana.

## Premi e Riconoscimenti
- Due giochi hanno vinto il Best of Show come Miglior Gioco da Tavolo per Famiglie a Lucca Comics & Games: Rattus, di Henrik Berg e Åse Berg, nel 2011 e Sheepland, di Simone Luciani e Daniele Tascini, nel 2012[7].
- Nel 2016 Nome in Codice di Vlaada Chvatil, distribuito da Cranio Creations, vince il prestigioso Spiel des Jahres come gioco dell'anno[8].
- Nel 2016 Lorenzo il Magnifico è premiato con il Sigillo di Eccellenza di The Dice Tower ed è ancora oggi nella TOP 100 di BGG!
- Nel 2019 Newton viene inserito nella lista dei giochi consigliati dalla giuria dello Spiel des Jahres, nella categoria Kennerspiel des Jahres.
- Nel 2020 Mystery House vince il Premio per il miglior giocattolo dell'anno: il Toy Award nella categoria Teenagers & Adults, assegnato durante la Fiera del giocattolo di Norimberga. Ora il gioco è tradotto in 10 lingue diverse e ha venduto oltre 100.000 copie in tutto il mondo.

## Progetti su Kickstarter
Cranio Creations esordisce su piattaforma Kickstarter nel 2018, con la campagna per il finanziamento e la produzione di Barrage, gioco strategico di Simone Luciani e Tommaso Battista. Barrage è un gioco di piazzamento lavoratori basato sulla meccanica del flusso dell’acqua. I giocatori si sfidano nel controllo energetico di un territorio costruendo maestose dighe, implementandole per accrescere la capacità di raccolta dell’acqua e la conseguente produzione energetica.
La campagna ottiene un grande successo, con oltre 4.000 sostenitori in tutto il mondo. Il gioco, e la sua espansione The Leeghwater project vedono la luce nel 2019. Nel 2019 segue una nuova campagna Kickstarter, per il finanziamento e la produzione dell'espansione quinto giocatore per Barrage.
La seconda campagna Kickstarter di Cranio Creations è dedicata alla realizzazione della versione digitale di un grande successo: Lorenzo il Magnifico. Anche questa campagna viene completamente finanziata (con oltre 2.100 backers), e la versione digital di Lorenzo il Magnifico è disponibile su piattaforma Steam.
Nel 2022 parte la campagna Kickstarter del nuovo progetto di Cranio Creations, dal titolo Anunnaki: Dawn of the Gods, creato da Simone Luciani e Danilo Sabia.

## Giochi originali
- Lorenzo Silva, Lorenzo Tucci Sorrentino, Horse Fever, 2009
- Aureliano Buonfino, Andrea Crespi, Lorenzo Silva, Lorenzo Tucci Sorrentino, Rattus, 2010
- Aureliano Buonfino, Lorenzo Silva, Lorenzo Tucci Sorrentino, Dungeon Fighter, 2011
- Aureliano Buonfino, Andrea Crespi, Lorenzo Silva, Lorenzo Tucci Sorrentino, 1969, 2012
- Simone Luciani e Daniele Tascini, Sheepland, 2012
- Aureliano Buonfino, Lorenzo Silva, Lorenzo Tucci Sorrentino, Steam Park, 2013
- Simone Luciani, Lorenzo Tucci Sorrentino, Daniele Tascini, Soqquadro, 2014
- Antonio Crepax e Lorenzo Tucci Sorrentino, basato sull'omonimo fumetto di Guido Crepax, Valentina, 2014
- Paolo Cecchetto, Simone Luciani, Daniele Tascini, Dungeon Bazar, 2014
- Lorenzo Tucci Sorrentino, Bim Bum Bam, 2014
- Simone Luciani, Daniele Tascini, Consiglio dei 4, 2015
- Simone Luciani, Antonio Tinto, La torre dei mostri, 2015
- Paolo Mori, Insoliti Sospetti, 2015
- Flaminia Brasini, Virginio Gigli, Simone Luciani, Lorenzo il Magnifico, 2016
- Simone Luciani, Lorenzo Tucci Sorrentino, Daniele Tascini, Soqquadro Outdoor, 2016
- Martino Chiacchiera, Micromondo, 2016
- Flaminia Brasini, Virginio Gigli, Simone Luciani, Lorenzo il Magnifico - Famiglie del Rinascimento, 2017
- Asger Harding Granerud, Daniel Skjold Pedersen, Daniele Tascini, Una storia di pirati, 2017
- Giuliano Acquati, Fabio Civitelli, Simone Luciani, Lorenzo Tucci Sorrentino, Tex: Fino all'ultima pallottola, 2018
- Cristian Confalonieri e Lorenzo Tucci Sorrentino, Fuorisalone, 2018
- Emiliano Wentu Venturini, Le mura di York, 2018
- Simone Luciani, Jungle Race, 2018
- Simone Luciani, Penk, 2018
- Simone Luciani, Lorenzo Tucci Sorrentino, Soqquadro Visual, 2018
- Simone Luciani e Nestore Mangone, Newton, 2018
- Simone Luciani e Tommaso Battista, Barrage, 2019
- Simone Luciani e Tommaso Battista, Barrage - The Leeghwater Project, 2019
- Simone Luciani e Nestore Mangone, Newton - Grandi Scoperte, 2019
- Simone Luciani e Nestore Mangone, Maestri del Rinascimento, 2019
- Antonio Tinto, Mystery House, 2019
- Wolfgang Kramer, Michael Kiesling, riedizione sviluppata con Simone Luciani, Maharaja, 2020
- Reiner Knizia, Meow, 2020
- Roberto Grasso e Alessio Calabresi, Mekhane, 2020
- Virginio Gigli, Flaminia Brasini e Simone Luciani, Golem, 2021
- Leo Colovini, Eriantys, 2021
- Terra Mystica - automa per modalità solitario, 2022

## Giochi localizzati in italiano
(La data indicata si riferisce all'anno dell'edizione originale del gioco)
- Stefan Dorra, Intrigo a Palazzo, 1994
- Marcel-André Casasola Merkle, Taluva, 2006
- Mac Gerdts, Imperial 2030, 2009
- Mac Gerdts, Navegador, 2010
- Vladimír Suchý, Last Will, 2011
- Jens Drögemüller e Helge Ostertag, Terra Mystica, 2012
- Simone Luciani e Daniele Tascini, Tzolk'in: The Mayan Calendar, 2012
- Mac Gerdts, Concordia, 2013
- Vlaada Chvátil, Tash Kalar, 2013
- Jens Drögemüller, Helge Ostertag, Terra Mystica. Fuoco e Ghiaccio, 2014
- Vlaada Chvátil, Tash Kalar - Everfrost, 2014
- Mac Gerdts, Antike II, 2014
- Carl Chudyk, Chris Cieslik, 7 rosso, 2014
- Theora Design, Acchiappa il topo, 2014
- Reiner Stockhausen, Orléans, 2014
- Vlaada Chvátil, Through the Ages. A new story of civilization, 2015
- Julien Sentis, Boost!, 2015
- Virginio Gigli, Simone Luciani, Grand Austria Hotel, 2015
- Inka Brand, Markus Brand, Reiner Stockhausen, Orléans Invasione, 2015
- Vlaada Chvátil, Nome in Codice,, 2015
- Mac Gerdts, Concordia Salsa, 2015
- Uwe Rosenberg, La festa per Odino, 2016
- Asger Harding Granerud, Daniel Skjold Pedersen, 13 Giorni, 2016
- Michael Kiesling, Wolfgang Kramer, Crocevia del carbone, 2016
- Chris Castagnetto, 3 Desideri, 2016
- Dennis Kirps, Jean-Claude Pellin, Uccellini, 2016
- Tim Puls, I coloni,, 2016
- Escape Room Il gioco, 2016
- Jeppe Norsker, Puzzle domino, 2016
- Filip Neduk, Adrenalina, 2016
- Vlaada Chvátil, Nome in Codice Visual, 2016
- Vlaada Chvátil, Nome in Codice Vietato ai Minori,  2016
- Reiner Stockhausen, Orléans Intrigo, 2016
- Stefan Feld, L'oracolo di Delphi, 2016
- Uwe Rosenberg, Cottage Garden, 2016
- Adrian Adamescu, Daryl Andrews, Sagrada, 2017
- Uwe Rosenberg, Indian Summer, 2017
- Jens Drögemüller, Helge Ostertag, Progetto Gaia, 2017
- Vlaada Chvátil, Scot Eaton, Nome in Codice Duetto, 2017
- Vlaada Chvátil, A voi la scelta!, 2017
- Sophia Wagner, Noria, 2017
- Vladimír Suchý, Pulsar 2849, 2017
- Martin Nedergaard Andersen, L'inchiostro invisibile, 2017
- Carlo Bortolini, Memoarrr!, 2017
- Stefan Malz, Louis Malz, Valparaiso, 2018
- Jan Březina, Martin Hrabálek, Michal Požárek, Trapwords, 2018
- Alexander Pfister, Blackout Hong Kong, 2018
- Mark Simonitch, Jaro Andruszkiewicz, Annibale e Amilcare, 2018
- Peter Jürgensen, Nimble, 2018
- Bauldric & Friends, Magnastorm, 2018
- Adam Kwapiński, Nemesis, 2018
- Vlaada Chvátil, Pictomania, 2018
- Manu Palau, Magic Mandala, 2018
- Adrian Adamescu, Daryl Andrews, Sagrada - Espansione 5-6 giocatori, 2018
- Carl de Visser, Jarratt Gray, Endeavor, 2018
- Gernot Köpke, Uwe Rosenberg, La Festa per Odino - I Norvegesi,, 2018
- Escape Room il gioco - Jumanji, 2018
- Wolfgang Warsch, Fuji, 2018
- Kasper Lapp, The potion, 2018
- Bartosz Pluta, Artur Salwarowski, U-BOOT, 2019
- Eduardo Andrade, James Ataei, Jens Drögemüller, Helge Ostertag, Terra Mystica - Mercanti del Mare, 2019
- Filip Neduk, Sanctum, 2019
- Ondra Skoupý, Letter Jam, 2019
- Matt Leacock, Era. Il medioevo, 2019
- Szymon Maliński, Adrian Orzechowski, Marcin Łączyński, Paranormal Detectives, 2019
- Adrian Adamescu, Daryl Andrews, Sagrada - Passione, 2019
- Vlaada Chvátil, Through the Ages - Nuovi leader e meraviglie, 2020
- Labmasu, Horns Up! – Lacuna Coil, 2021
- Alexander Pfister, Boon Lake, 2022
- Mathias Widge, Ark Nova, 2022
- Gregory Grard, Cross Clues, 2022
- Escape Your House (Spy Team), 2022